# Medaille voor Kunst en Wetenschap
De Medaille voor Kunst en Wetenschap, (Duits: Medaille für Kunst und Wissenschaft) was een onderscheiding van het groothertogdom Mecklenburg-Strelitz en later ook van de vrijstaat Mecklenburg-Strelitz, een deelstaat van het Duitse Rijk. De medailles werden tussen 1909 en 1918 verleend. De val van de Mecklenburgse monarchie in november 1918 maakte een einde aan het verlenen van de orde en de medaille.
Medailles voor Wetenschappen en Kunsten zoals deze zijn in het maatschappelijke en diplomatieke verkeer ook goed bruikbaar om personen die geen vreemde ridderorden aan mogen nemen toch te kunnen onderscheiden. Het naburige groothertogdom Mecklenburg-Schwerin stelde een Orde voor Kunst en Wetenschap in.
De medaille bestaat in twee vormen.

## De groothertogelijke medaille
De in 1909 door groothertog Adolf Frederik V ingestelde medaille werd alleen in zilver geslagen en aan een lint op de linkerborst gedragen. Er was ook een Orde voor Kunst en Wetenschap. De medaille was minder exclusief dan de orde.
De medaille overleefde de ondergang van de monarchie in Mecklenburg in november 1918 niet. Bijna alle groothertogelijke orden en onderscheidingen werden formeel opgeheven.

## De medaille van de vrijstaat Mecklenburg-Strelitz
Een tweede Medaille voor Kunst en Wetenschap, (Duits: Medaille für Kunst und Wissenschaft), was een onderscheiding van de Vrijstaat Mecklenburg-Strelitz. De onderscheiding werd in 1928 door de regering van deze kleine deelstaat van het Duitse Rijk ingesteld.
Het groothertogdom Mecklenburg-Strelitz had tot de val van de monarchie in november 1918 een Orde voor Kunst en Wetenschap gekend. Het naburige Groothertogdom Mecklenburg-Schwerin stelde een Gouden Medaille voor Wetenschappen en Kunsten in. Door het verbod op het instellen van ridderorden dat in de Grondwet van de Republiek van Weimar was opgenomen ontbrak de mogelijkheid om kunstenaars en wetenschappers te eren. Het instellen van een medaille die niet aan een orde verbonden was werd door Duitse staatsrechtgeleerden desondanks wél toelaatbaar geacht.
De medailles werden tussen 1928 en 1932 verleend. Er waren twee medailles:
- De Grote Gouden Medaille voor Kunst en Wetenschappen (Duits: Große Goldene Medaille für Kunst und Wissenschaft) van verguld zilver.
- De Medaille voor Kunst en Wetenschappen (Duits: Medaille für Kunst und Wissenschaft) van zilver.

Nimmergut geeft voor de medailles de periode 1928 - 1932 als de tijd waarin de medailles van de Vrijstaat bestonden. Een andere bron op internet noemt de zeer korte periode van 4 april 1928 tot 28 april van datzelfde jaar.